# Gaviàlids
Els gaviàlids (Gavialidae) són una família d'arcosaures crocodilomorfs crocodilians, que varen sorgir a l'Eocè, fa 48 milions d'anys, i han existit fins al present. En l'actualitat només habiten en el Sud-est asiàtic, el gavial a l'Índia i el fals gavial a Sumatra, Malàisia, Borneo, Java, Vietnam, Tailàndia. A l'antiguitat la seva distribució va ser molt més àmplia, trobant-se a Sud-amèrica, Nord-amèrica, Europa, Àfrica, i l'Orient Mitjà. Es divideix en tres subfamílies, Gavialinae, Tomistominae i la completament extinta Gryposuchinae.
Els gaviàlids són grans rèptils semiaquàtics, que recorden els cocodrils, però amb un morro molt més prim. El llarg morro es fa servir per a atrapar peixos, ja que els gaviàlids estan mancats de la força necessària en les mandíbules per a capturar grans preses, com fan els cocodrils i els caimans de mides semblants.

## Classificació
Superfamília Gavialoidea
- Gènere †Eothoracosaurus
- Gènere †Thoracosaurus
- Gènere †Eosuchus
- Gènere †Argochampsa
- FAMÍLIA GAVIALIDAE
  - Subfamília Gavialinae
    - Gènere †Eogavialis
      - †Eogavialis africanus
      - †Eogavialis andrewsi

    - Gènere Gavialis
      - Gavialis gangeticus - gavial
      - †Gavialis bengawanicus
      - †Gavialis curvirostris
      - †Gavialis breviceps
      - †Gavialis browni
      - †Gavialis lewisi

  - Subfamília †Gryposuchinae
    - Gènere †Aktiogavialis
    - Gènere †Gryposuchus
    - Gènere †Ikanogavialis
    - Gènere †Siquisiquesuchus
    - Gènere †Piscogavialis
    - Gènere †Hesperogavialis

  - Subfamília Tomistominae
    - Gènere †Kentisuchus
    - Gènere †Gavialosuchus
    - Gènere †Paratomistoma
    - Gènere †Thecachampsa
    - Gènere †Rhamphosuchus
    - Gènere Tomistoma
      - Tomistoma schlegelii - fals gavial
      - †Tomistoma lusitanicum
      - †Tomistoma cairense

    - Gènere †Toyotamaphimeia

† Indica extinció group